# Martin Ritt
Martin Ritt (Nova York, 2 de març de 1914– Santa Monica, Califòrnia, 8 de desembre de 1990) va ser un director, actor i guionista estatunidenc que va treballar en cinema i teatre.

## Primers anys
Novaiorqués de naixença, Ritt es va decantar en els seus primers anys pel futbol americà, jugant en l'Elon College de Carolina del Nord. Però enmig de la Gran Depressió, es va inclinar cap a formes d'expressió més artístiques i que reflectissin millor la desigualtat en la societat nord-americana. Després de deixar la universitat St.John, va trobar treball en un grup teatral abans de començar a actuar. El seu primer paper va ser el de Crown en Porgy i Bess. També va treballar per a l'administració de Franklin D. Roosevelt com guionista del Federal Theater Project, un sistema federal de subvenció teatral.
En la dècada de 1930, igual que molts directors i guionistes de l'època, va simpatitzar amb el Partit Comunista dels Estats Units, encara que sempre es va mostrar crític amb les línies bàsiques del partit. Posteriorment va aclarir que mai va militar en el partit.

## Televisió i la llista negra
Després de treballar en el Works Progress Administration i de dirigir i interpretar centenars d'obres en Broadway, passaria a dirigir en televisió en la dècada de 1950. Des de 1952, va estar actuant i dirigint telefilms i programes fins que la caça de bruixes va entrar de ple en el món del cinema nord-americà. Encara que no va ser directament nomenat pel Comitè d'Activitats Antiamericanes, va ser esmentat en el Butlletí informatiu d'un grup anticomunista denominat Contraatac, publicat per l'American Business Consultants. El grup, compost per tres ex agents de l'FBI, va al·legar que Ritt havia ajudat a l'aparell d'afiliació del Partit comunista a Nova York i que havia donat diners per a la Xina en 1951. Aquests fets van ser suficients per a sentenciar-lo directament, pel que el director va haver d'abandonar la televisió i dedicar-se al teatre durant els següents cinc anys.

## Carrera a Hollywood
A partir de 1956, quan la caça de bruixes va cedir en intensitat, Ritt es va llançar a la direcció cinematogràfica. El seu debut en la pantalla gran seria Edge of the City, on posa de manifest les seves denúncies acumulades durant aquests anys. Allí exposa la corrupció, el racisme, l'opressió governamental.
Després d'aquest film, dirigiria 25 films més. Entre els seus títols, cap citar The Long Hot Summer (1958), The Spy Who Came in from the Cold (1965), Sounder (1971), L'amor de Murphy (1984), Nuts (1987) i Stanley and Iris (1990).
Martin Ritt moriria als 76 anys en Santa Monica (Califòrnia) el 8 de desembre de 1990.

## Filmografia
- Edge of the City (1957)
- El llarg i càlid estiu (1958)
- The Black Orchid (1958)
- The Sound and the Fury (1959)
- 5 Branded Women (1961)
- Paris Blues (1961)
- Hemingway's Adventures of a Young Man (1962)
- Hud (1963)
- The Outrage (1964)
- The Spy Who Came in from the Cold (1965)
- Hombre (1967)
- The Great White Hope (1970)
- Odi a les entranyes (The Molly Maguires) (1970)
- Sounder (1972)
- Pete i Tillie (1972)
- El testaferro (The Front) (1976)
- L'ombra d'en Casey (1978)
- Norma Rae (1979)
- Retorn a Cross Creek (1983)
- L'amor de Murphy (Murphy's Romance) (1985)
- La dona del campió (The Slugger's Wife) (1985)
- Nuts (1987)
- Iris i Stanley (Stanley and Iris) (1990)